# 第十八号海防艦
第十八号海防艦（だいじゅうはちごうかいぼうかん）は、日本海軍の海防艦。第二号型海防艦（丁型）の9番艦。船団護衛中に撃沈された。

## 艦歴

### 計画-竣工-練成
マル戦計画の海防艦丁、第2701号艦型の9番艦、仮称艦名第2709号艦として計画。1943年11月1日、三菱重工業長崎造船所で建造番号954番船として仮称艦名第2710号艦、同第2711号艦、同第2712号艦と同時に起工。12月22日、第十八号海防艦と命名されて第二号型海防艦の9番艦に定められ、本籍を佐世保鎮守府と仮定。
1944年1月11日、第20号海防艦と同日に進水。2月7日、艤装員事務所が長崎海軍監督官事務所内で事務を開始。3月8日竣工し、艤装員事務所を撤去。本籍を佐世保鎮守府に、役務を佐世保鎮守府警備海防艦にそれぞれ定められ、呉防備戦隊に編入。基礎実力練成教育に従事。

### 1944年4月-5月 横須賀鎮守府作戦指揮下
1944年4月18日、海上護衛総司令部第一海上護衛隊に編入。20日、横須賀へ向け呉発。21日、横須賀鎮守府作戦指揮下に編入。22日、横須賀に到着し横須賀海軍工廠で工事を実施。28日、東松七号船団（15隻）を護衛して東京湾発。
5月6日、サイパン着。17日、復航の4517船団を護衛してサイパン発。24日、東京湾着。同日、横須賀鎮守府作戦指揮を解かれ、第一海上護衛隊に復帰。呉へ回航し、28日から31日まで呉海軍工廠で整備を行う。

### 1944年6月-12月 第一海上護衛隊/第一護衛艦隊
1944年6月1日、門司へ回航。2日、ミ船団の一つのミ05船団（33隻）を護衛して門司発。8日、中継地の基隆に寄港。9日、基隆発。10日、高雄止まりの船を護衛するためミ05船団から一旦分離。同日高雄に寄港。11日、ミ05船団と合同する7隻を護衛して高雄を出港し、同日ミ05船団と合同。14日、被雷したまりふ丸を救難し、同日マニラ着。18日、引き続きミ05船団を護衛してミリへ向けマニラ発。23日、ミリ着。25日、ミシ03船団を護衛してシンガポールへ向けミリ発。31日、シンガポール着。
7月4日、シミ05船団（10隻）を護衛してミリへ向けシンガポール発。8日、ミリ着。10日、ミ08船団（12隻）を護衛して内地へ向けミリ発。16日、中継地のマニラに入港。24日、引き続きミ08船団を護衛してマニラ発。27日、中継地の高雄に入港。30日、引き続きミ08船団を護衛して門司へ向け高雄発。
8月1日、船団は基隆に避泊。4日、基隆発。7日、対潜掃蕩中に本艦は機関故障を起こしたため一旦那覇に寄港。8日、那覇を出撃して対潜掃蕩を継続しつつ船団に追及。11日、ミ08船団と合同。13日、船団から分離して伊万里、次いで佐世保へ回航。14日から22日まで、佐世保海軍工廠で主機の修理を行う。23日、門司へ回航してミ17船団の編成を待つ。27日、ミ17船団（15隻）を護衛して門司発。
9月1日、ミ17船団は中継地の馬公に入港。4日、引き続きミ17船団を護衛して馬公発。途中アパリ、ラポッグ湾、サンフェルナンド、マジンロックを経由し、10日マニラに入港。マニラ在泊中の12日、マモ03船団/ヒ72船団が潜水艦の攻撃により損害を出したため、本艦はマニラに入港してきた第10号海防艦、第20号海防艦とともに遭難者救助のため同日夕刻マニラを出撃し、遭難者を救助して15日海南島楡林に入港した。16日、ヒ72船団第1分団を護衛して内地へ向け楡林発。20日、船団がアメリカ陸軍機の空襲を受けたため、本艦は第11号海防艦とともに一旦馬公へ回航。21日、救難のため単艦で馬公を出港。23日、浅香丸を護衛して高雄に入港した。25日、20日の空襲で損傷し航行不能となっていた御蔵を護衛するため高雄を出撃し、同日御蔵を護衛して馬公に入港した。26日、高雄へ回航。30日、ミ19船団（高雄出港時4隻）を護衛して高雄発。途中アパリ、ラポッグ湾、サンフェルナンド、サンタクルスを経由して、10月7日マニラに入港。
10月8日、引き続きミ19船団を護衛してマニラ発。途中ギマラス等を経由して、17日ミリ着。18日、ミリ発。20日、バギットで船団と合同し21日まで護衛。ミ19船団から分離後ミリへ回航し、23日ミリ着。25日、ミリに退避してきたサマ13船団を護衛してミリ発。途中ラブアン等を経由して、30日コロン湾に入港。
11月1日、サマ13船団を護衛してマニラへ向けコロン湾発。3日、マニラ着。5日、タマ31A船団の香久丸救難のため第26号海防艦とともにマニラを出撃。同日、マタ31A船団の残存輸送艦をスービック湾、次いでシランギン湾に避泊させる。5日、青葉、熊野と共にマタ31船団を護衛してマニラを出港。6日、被雷大破した熊野と2D型戦時標準貨物船道了丸（日本郵船、2,274トン）、第18号駆潜艇、第37号駆潜艇が分離。同日、青葉、第26号海防艦と共に船団から分離し、サンフェルナンドに到着。その後第26号海防艦と共にサンフェルナンドを出港し、7日に熊野を曳航する道了丸と合流し、その救援を行う。同日、熊野以下船団はサンタクルーズに到着。8日0730、道了丸は第26号海防艦、第18号駆潜艇の護衛でサンフェルナンドに向け出港するが、本艦は第37号駆潜艇と共に熊野の警戒を行うためサンタクルーズに残った。同日1900に第21号掃海艇がサンタクルーズに到着。本艦は第37号駆潜艇と共に熊野の警戒を第21号掃海艇に引継いだ後、9日0130に第37号駆潜艇と共にサンタクルーズを出港。同日1600、サンフェルナンドに寄港。2隻はマタ31船団に追及。11日、ラポッグ湾でマタ31船団と合同した。12日、ラポッグ湾発。途中ムサとサブタン島を経由して、15日高雄着。18日、ホタ01船団と合同のため高雄発。21日、同船団とともに高雄に帰着。23日、第26号海防艦とともに基隆へ回航。26日、タモ30船団を護衛して門司へ向け基隆発。途中小安水道で避泊し、12月3日門司着。
12月10日、第一海上護衛隊は第一護衛艦隊に改編。その他の12月中の行動は不明。

### 1945年1月-3月 第百三戦隊/沈没
1945年1月5日から6日にかけて、有川湾沖で機雷敷設を実施する第十八戦隊を護衛。13日、佐世保鎮守府作戦指揮を解かれ、第一護衛艦隊に復帰。13日から20日まで、佐世保海軍工廠で修理と整備を行う。20日、第一護衛艦隊隷下に新編された第百三戦隊に編入。22日、モホ01船団（4隻）を粟国らと護衛して香港へ向け門司発。2月2日、香港着。
2月4日、復航ホモ01船団（5隻）を護衛して門司へ向け香港発。山東沖で仮泊中の11日、第一南遣艦隊作戦指揮下に編入。軍隊区分第一南遣護衛部隊に配置。サンジャックへ回航。20日、サシ43船団と合同。23日、シンガポール着。
3月2日、ヒ94船団の東亞丸とともに楡林に入港。3日、ヒ94船団から分離。18日、本艦は第一南遣艦隊作戦指揮を解かれ、第百三戦隊に復帰。19日、ヒ88J船団を護衛して内地へ向けシンガポール発。28日、第130号海防艦と協同して被雷した鳳南丸の乗員を救助後船団に追及した。29日午後、空襲により被弾沈没した海興丸（蓬莱タンカー：950総トン）の溺者救助に向かうも、仏印ホンボイ島西岸沖北緯14度44分 東経109度16分 / 北緯14.733度 東経109.267度の地点でアメリカ陸軍機の攻撃を受け、両艦とも被爆し沈没した。海防艦長の下方弘麿少佐以下乗員184名全員戦死と認定された。
5月25日、第十八号海防艦は帝国海防艦籍から除かれ、第二号型海防艦から削除された。

## 海防艦長
艤装員長
1. 下方弘麿 大尉：1944年1月30日 - 1944年3月8日

海防艦長
1. 下方弘麿 大尉/少佐：1944年3月8日 - 1945年3月29日 戦死認定、同日付任海軍中佐